# Астраріум

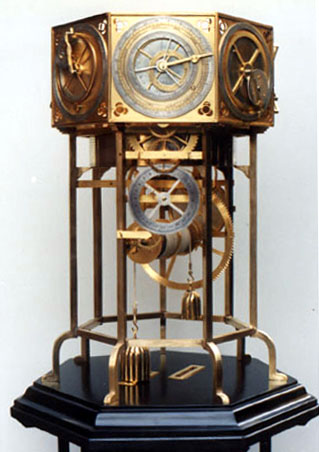
Реконструкція Астраріума, виконана за описами Джованні де Донді італійським майстром Карло Кроче

Астраріум (інша назва Планетаріум) — астрономічний годинник, створений у XIV столітті італійцем Джованні де Донді. Поява цього інструменту позначила розвиток у Європі технологій, пов'язаних з виготовленням механічних годинникових інструментів. Астраріум моделював Сонячну систему і, крім відліку часу і демонстрації календарних дат і свят, показував рух планет небесною сферою. Це було його основним завданням, на відміну від типового астрономічного годинника, основним завданням якого є власне відлік часу. Можна сказати, що Астраріум був прикладом складного середньовічного механізму, який поєднував функції сучасного планетарію, годинника і календаря. Прилади з такими функціями створювались до і після Джованні де Донді, але відомо про них відносно небагато. Деякі джерела стверджують, що Астраріум був першим механічним приладом, який демонстрував рух планет.

## Історія
У розділі наведений опис і порівняння механічних пристроїв, які були виготовлені у різні часи, але мали ті ж функції, що й Астраріум Джованні де Донді — кожен був одночасно планетарієм, годинником і календарем. За датами створення вони представлені у наступному порядку:
- Антикітерський механізм — 150—100 рр. до н. е.;
- Астраріум Джованні де Донді — 1364 рік (згідно з більшістю джерел);
- Планетаріум Лоренцо делла Волпайя — 1510 рік;
- Астрономічний годинник Пассмана — 1749 рік;
- Планетарій Ейсе Ейсінги — 1781 рік;
- Астрономічний годинник Єнса Ольсена — 1955 рік.

### Антична доба

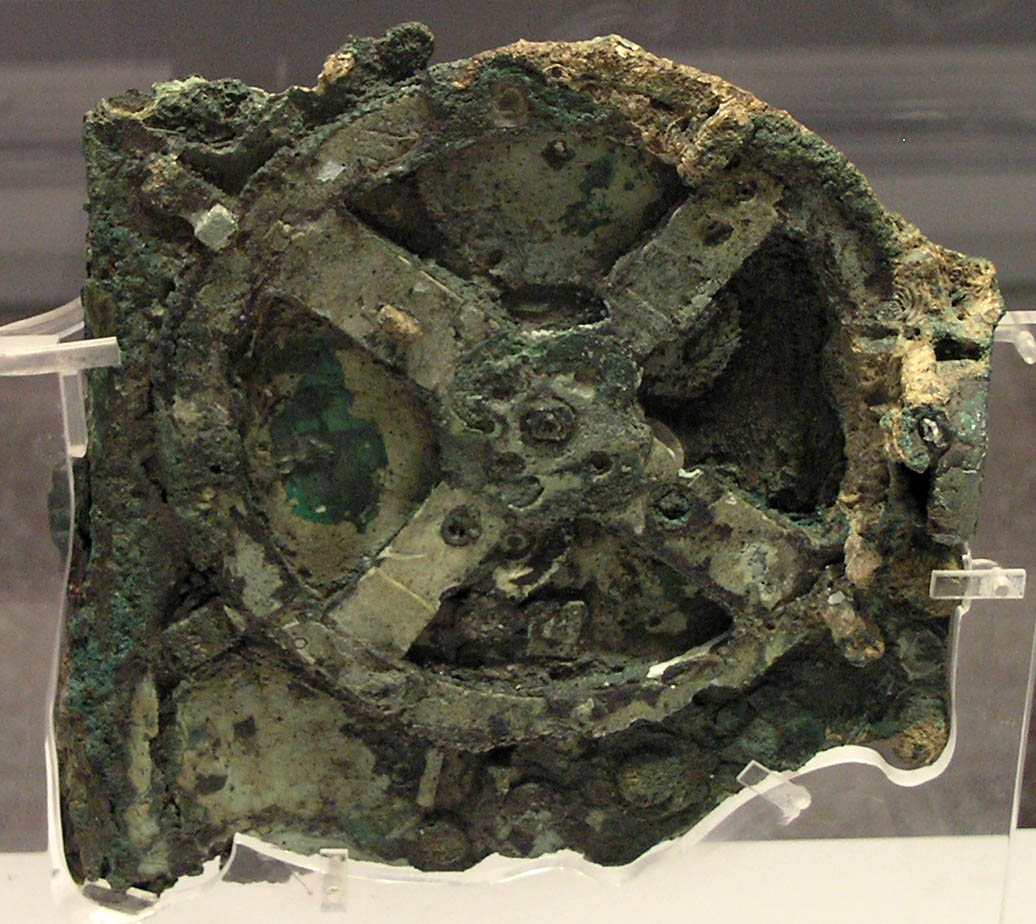
Одна з частин (А-1) Антикітерського механізму

Стародавні попередники Астраріума були складними механічними приладами, своєрідними спробами змоделювати положення і рух планет, але жодних коментарів щодо будови таких приладів або керівництв з їх виготовлення не збереглось. Архімеду приписують використання планетарію (примітивної версії Астраріума), чи «небесної сфери», за допомогою якої можна було спостерігати за рухом планет, сходом Сонця і Місяця, фазами і затемненнями Місця, зникненням обох небесних тіл за лінією горизонту.
Наочне підтвердження того, що складні механічні пристрої існували задовго до Астраріума Джованні де Донді, було виявлене на початку XX століття. У 1900—1901 роках поблизу грецького острова Антикітера групою ловців губок були знайдені рештки затонулого корабля. Під керівництвом археолога Валеріоса Стаїса на поверхню серед інших знахідок була піднята брила окисненого матеріалу, всередині якої містився механізм з шестернями. Він затонув близько 70 року до н. е. і став знаний як Антикітерський механізм — аналог Астраріума.
Цей механічний інструмент розраховував позиції небесних тіл і вказував положення самого спостерігача на поверхні Землі. Антикітерський механізм вважають раннім аналоговим комп'ютером, який був створений для розрахунку положення Сонця і Місця на певну дату. 2002 року Майкл Райт (англ. Michael Wright), спеціаліст зі стародавніх механічних приладів з Лондонського музею науки, припустив, що механізм міг моделювати не тільки рух Сонця і Місяця, а також п'яти відомих у давнину планет — Меркурія, Венери, Марса, Юпітера і Сатурна. Згодом, у 2005 році, стартував греко-британський проєкт Antikythera Mechanism Research Project, під час якого були проведені докладні дослідження Антикітерського механізму. Оскільки цей пристрій провів під водою майже дві тисячі років, більша частина його фрагментів постраждала від корозії. Незважаючи на це, дослідникам вдалось вивчити подробиці його будови, а також зрозуміти надписи, які вкривають деякі поверхні. Розібравшись у надписах, вчені виявили, що на більшості шестерень вигравірувані саме назви планет. Цей факт підтвердив припущення Райта. Також фрагменти механізму досліджували рентгенівським випроміненням, це допомогло у виготовлені копій стародавнього інструменту.
82 фрагменти Антикітерського механізму, знайдені на місці корабельної аварії, нині експонуються в Національному археологічному музеї в Афінах. Для визначення їх віку були проведені дослідження двома безпечними методами (PTM і комп'ютерна томографія), в результаті була визначена приблизна дата створення механізму — 150—100 роки до н. е. Антикітерський механізм залишається винятком, оскільки про жоден інший подібний пристрій до сьогодні не виявлено жодних даних. Перед занепадом Римської імперії технологія його створення була загублена. Подібних за складністю пристроїв не існувало аж до XIV століття — часу появи в Європі механічного астрономічного годинника.

### Середні вікиіРенесанс

#### Астраріум Джованні де Донді
Перший задокументований випадок виготовлення астрономічного годинника пов'язаний з ім'ям італійця Джованні де Донді (бл. 1318—1389), жителя Падуї, середньовічного лікаря і ученого, який займався астрономією і хорологією. Джованні був одним з найзначніших астрономів свого часу. Інтерес до астрономії і виготовлення годинників він успадкував від свого батька Якопо де Донді, який у 1344 році спроєктував і за сприяння принца Убертіо да Каррара побудував на П'яцца деї Сіньйорі в Падуї вуличні куранти, розміщені пізніше на палацовій вежі на П'яцца Капітаньято. Цей астрономічний годинник був першим у своєму роді, однак у 1390 році він згорів під час штурму палацу міланцями. Сьогодні на вежі Падуї працює годинник, реконструйований за прототипом Якопо де Донді.
Джованні спроєктував і збудував новий астрономічний годинник, так званий «Астраріум», або «Планетаріум» — механічний дисковий годинник з гирями і механізмом бою. Згідно з більшістю джерел, Астраріум був створений у проміжку між 1348 і 1364 роками.  Джованні працював над Астраріумом тривалий час — протягом 16 років. Після завершення і демонстрації винаходу на головній площі Падуї механізм був розміщений у бібліотеці замку. Виготовлення Астраріума для того часу було надзвичайно складною задачею, оскільки жодна майстерня не була пристосована для таких робіт. Джованні випередив час: при виготовленні Астраріума він використав методи механіки, які увійшли у широку практику лише декількома століттями пізніше. Можливо це було причиною того, що у наступні після створення Астраріума століття ніхто не міг його відремонтувати — бракувало достатньо кваліфікованих спеціалістів у цій справі. Астраріум демонстрував шлях Сонця, Місяці і п'яти планет, що обертались навколо Землі відповідно до панівної на той час геоцентричної моделі Птолемея (див. також «Альмагест»). Джованні також виміряв довжину кожного дня у годинах та хвилинах і за допомогою Астраріума вказав точну дату і ім'я святого, якого шанують у певний день.
Джованні присвятив Астраріуму роботу Tractatus Astrarii (укр. Трактат про світила), в якій навів його докладний опис. Вперше ця книга була видана у 1389 році в Падуї. Вона була перевидана у 1960 році Ватиканською бібліотекою в Римі і у 2003 році — женевським видавництвом «Дро» (фр. Droz).
У 1381 році де Донді подарував свій Астраріум герцогу Джану Галеаццо Вісконті. Пристрій розмістили в бібліотеці замку герцога в Павії, де він залишався принаймні до 1485 року. Відомо, що в першій половині XVI століття Астраріум був відремонтований після поломки. Цю роботу виконав Джуанело Турріано (1501—1585), італо-іспанський майстер, відомий також виготовленням складного астрономічного годинника, який відображав річний рух Сонця, Місяця і планет (відповідно до геоцентричної моделі). 1630 року оригінал Астраріума Джованні де Донді був загублений в Мантуї, його подальша доля невідома.

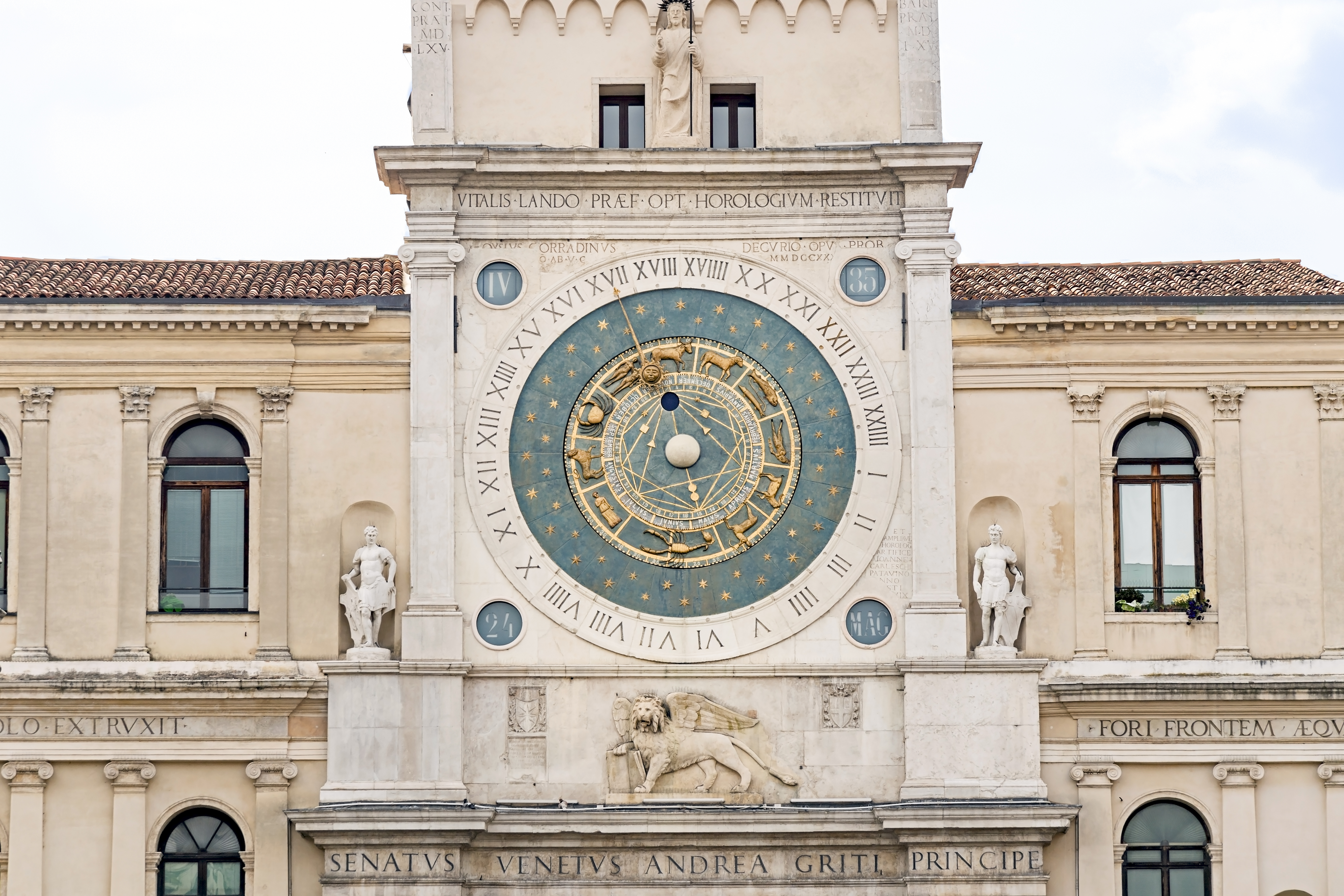
Астрономічний годинник на палацовій вежі[it] в Падуї, відтворений за прототипом годинника Якопо де Донді.
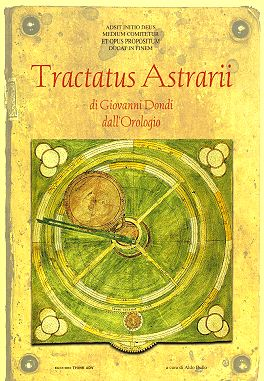
Tractatus Astrarii — головний твір Джованні де Донді, присвячений Астраріуму.
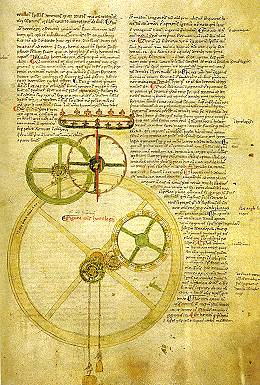
Одна зі сторінок Tractatus Astrarii. Зображене колесо, яке керує всією конструкцією.
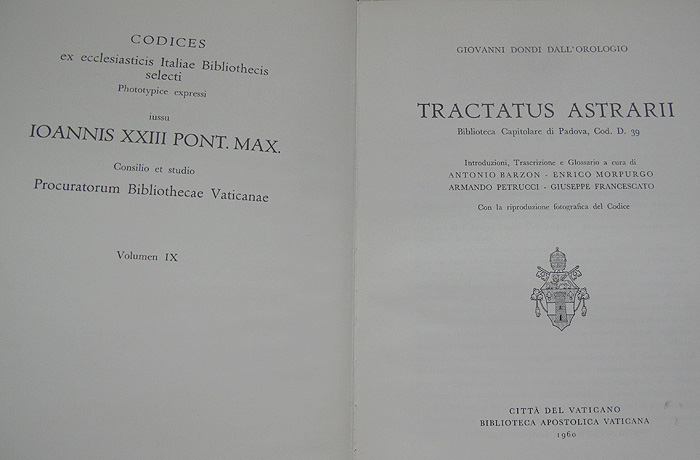
Видання Tractatus Astrarii Ватиканської бібліотеки[43].
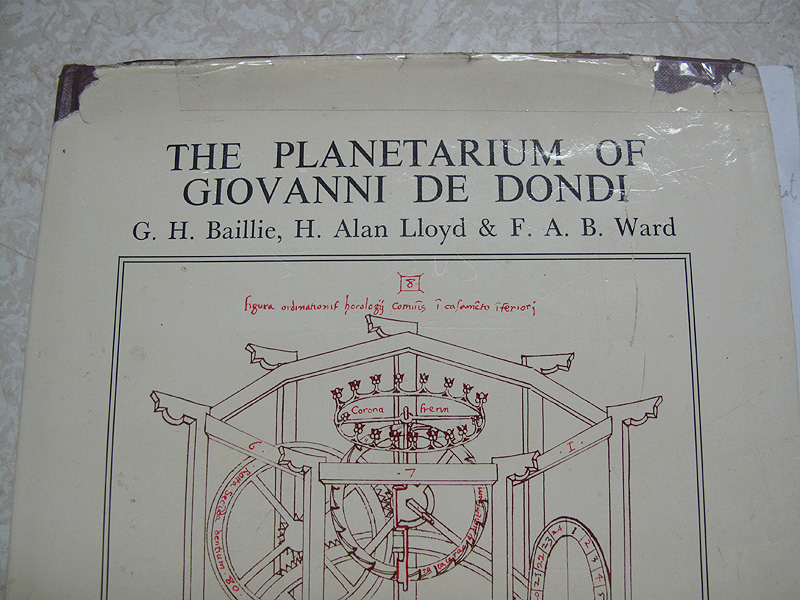
Одне з видань, заснованих на Tractatus Astrarii де Донді[45].

#### Планетаріум Лоренцо делла Волпайя

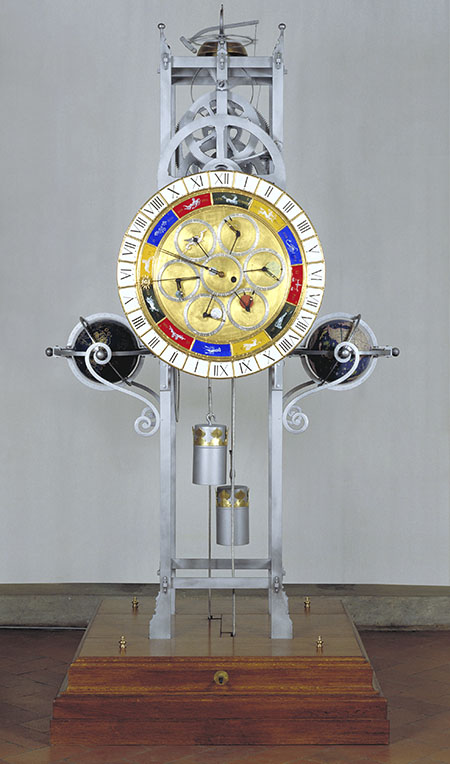
Копія планетаріума Лоренцо делла Волпайя в

Ще одна згадка про астрономічний годинник, який демонструє рух планет, відноситься до другої половини доби Відродження і пов'язана з італійським майстром Лоренцо делла Волпайя (італ. Lorenzo della Volpaia, 1446—1512). Він був відомим архітектором, ювеліром, математиком і годинниковим майстром, що заснував флорентійську династію годинникарів (it) (шляхом батька пішли його сини Камілло, Бенвенуто і Євфросіно, а також племінник Джироламо).
Як годинникар делла Волпайя став відомий завдяки виготовленню планетарного годинника. Він мав вишукано прикрашений великий диск-циферблат, який був розділений на годинникові секції і відображав знаки зодіаку. Такий циферблат, інноваційний на той час, давав спостерігачу можливість слідкувати, не відводячи очей від інструменту, за рухом всіх планет, відомих на той час — Сатурна, Юпітера, Марса і Меркурія. Менший диск, який рухався за годинниковою стрілкою, мав шість секцій. В п'яти з них знаходились диски перерахованих вище планет, і обертались проти годинникової стрілки. У шостій секції знаходився механізм під назвою «дракон», який показував місячні вузли і затемнення. В центрі планетаріума також знаходились диски, що показували фази і вік Місця, а також мали сонячний вказівник. Годинник відзначав (дзвоном) години, дні і місяці.
Подібно Астраріуму де Донді, основною задачею планетаріума делла Волпайя був не точний хронометраж часу, а відображення позиції небесних тіл відносно Землі (в ті часи ще панували геоцентричні уявлення). Виробник такого годинника повинен був мати значні знання в галузі астрономії, точних наук і побудови механізмів.
Відомо, що Лоренцо делла Волпайя виготовив дві моделі такого годинника. Одна була виконана на замовлення Лоренцо Медічі (1449—1492) як подарунок Матяшу I (1443—1490), королю Угорщини. Інша модель годинника Лоренцо була виготовлена ним у 1510 році і віддана владі для розміщення у Залі лілій (у той час Sala dell'Orologio — Залі годинників) в Палаццо Веккіо. Майстерню Лоренцо на вулиці Оріоло успадкували його сини, які працювали в ній протягом всього XVI століття.
У 1560 році Джироламо, племінник Лоренцо, відбудував годинник дядька, але вже наприкінці XVII століття він був втрачений (можливо, розібраний або зруйнований).

### Новий час

#### Астрономічний годинник Пассмана

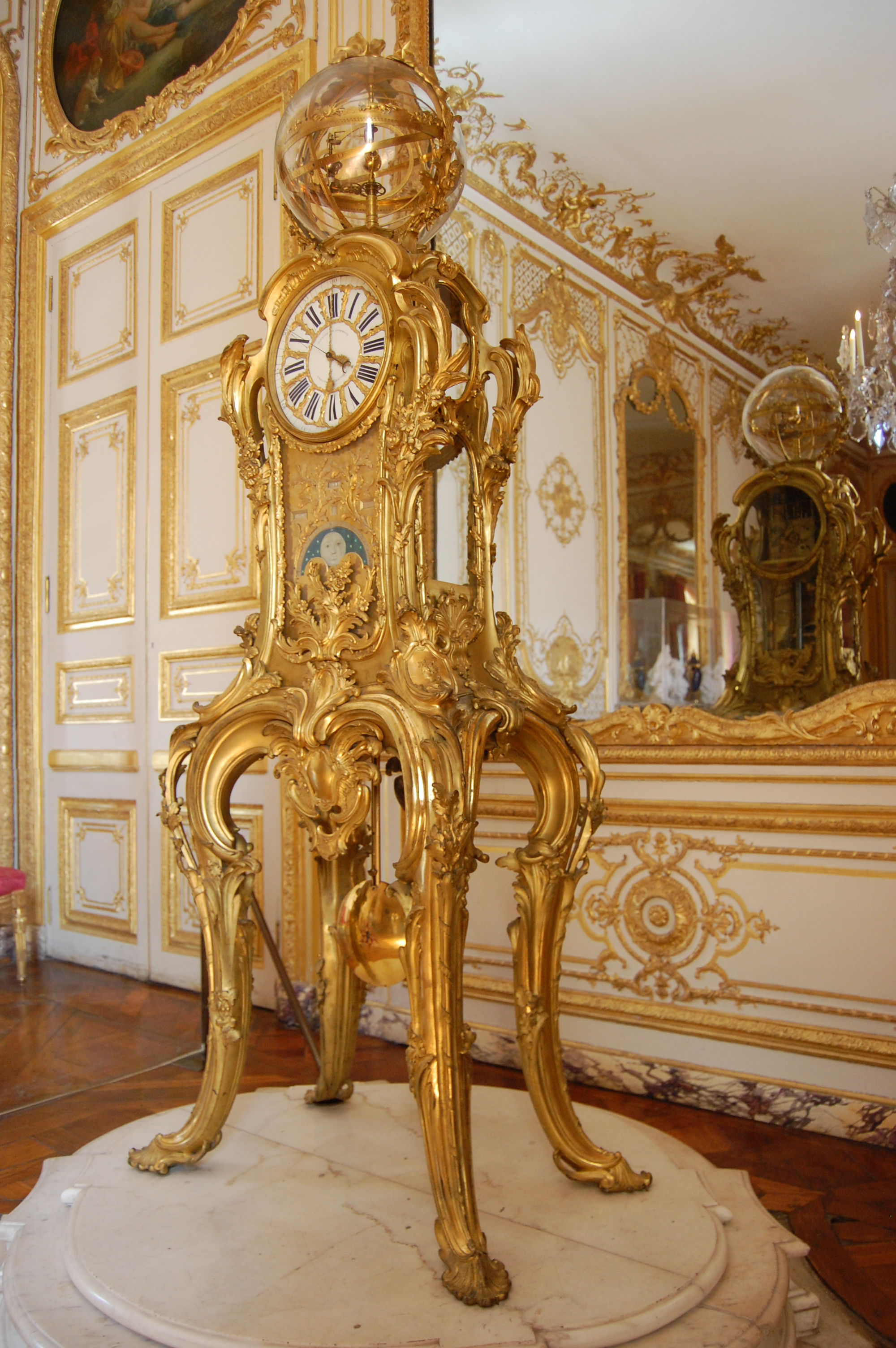
Астрономічний годинник Пассмана

У наступні сторіччя було зроблено ще декілька подібних конструкцій. Одним з прикладів є астрономічний годинник Пассмана — інструмент, створений у 1749 році інженером Клодом-Симном Пассманом (фр. Claude-Siméon Passemant, 1702—1769), годинникарем Луї Дотьє (фр. Louis Dauthiau, 1730—1809), скульпторами і майстрами з бронзи Жаном-Жаком Каффері (1725—1792) і Філіппом Каффері (1714—1774). Годинник показував поточний час, дату, фази Місяця і рух планет. Годинник Пассмана, у порівнянні з Астраріумом, показував рух планет відповідно до геліоцентричної системи, а не геоцентричної. Він був виконаний з позолоченої бронзи, сталі, міді й скла, а також частково вкритий емаллю. Двометрову конструкцію годинника вінчала планісфера, в центрі якої було розташоване Сонце, навколо нього обертались планети, в тому числі Земля, а навколо Землі обертався Місяць. Планісферу обрамовували кільця з позначенням знаків Зодіаку і лінії рівнодення. На бронзовій кулі, що позначала Землю, були показані країни і деякі міста. Варто відзначити, що механізм був розрахований на демонстрацію всіх елементів аж до 9999 року.
Годинник був продемонстрований Французькій академії наук у серпні 1749 року, схвалений і пізніше представлений герцогом Шольна королю Людовику XV у 1753 (1750) році. Королі і представники дворянства у ті часи мали певну пристрасть до науки, а Людовик XV цікавився астрономією, географією і супутніми винаходами, тому придбав цей годинник того ж року. У 1754 (1760) році він розмістив годинник Пассмана в Кабінеті з годинником Малих апартаментів Короля у Версальському палаці, де вони перебувають і сьогодні.

#### Планетарій Ейсе Ейсінги
Ще один відомий приклад — планетарій, побудований між 1774 і 1781 роками нідерландським астрономом-любителем Ейсе Ейсінгою (1744—1828). Як вважається, Ейсе Ейсінга вирішав побудувати планетарій, через паніку, що спалахнула у 1774 році у Фрисландії. Вона була викликана маленькою брошурою, написаною преподобним Елко Альта (нід. Eelco Alta), жителем невеликого села Бозум. Щоб підвищити популярність брошури, її видавець поширював чутки, що Елко Альта передбачив кінець світу. Говорили, що 8 травня 1774 року відбудеться парад планет — Юпітера, Марса, Венери, Меркурія, а також Місяця — який спричинить руйнівні наслідки не тільки «для Землі, а й для всієї Сонячної системи», і навіть може стати «прелюдією або початком її часткової або цілковитої руйнації». В самій брошурі Альта був значно менш красномовним, але за наказом уряду Фрисландії видання негайно арештували. Воно було опубліковане лише після того, як «страшна» дата минула. Своїм планетарієм Ейсінга хотів показати людям, що для паніки немає приводу. Проте, оскільки згідно з останніми даними винахідник, скоріш за все, розпочав роботу над планетарієм до виходу брошури Елко Альта, ця версія виявилась сумнівною.
Свій планетарій Ейсінга розмістив прямо на стелі власного будинку у місті Франекер. У порівнянні з Астраріумом Джованні де Донді, в конструкції Ейсінги всі планети рухаються навколо Сонця (а не навколо Землі). Планети рухаються пропорційно, з такою швидкістю, як це відбувається в реальності: Меркурій робить оберт за 88 днів, Земля — за один рік, а Сатурн — за 29 років. Замість запланованих 8 місяців на конструювання планетарію знадобилось не менше 7 років. В його створенні Ейсе Ейсінгу допомагав батько, який на токарному верстаті виготовив для механізму всі шестерні. Крім цієї моделі, Ейсе Ейсінга виготовив багато різних спеціальних годинників, які показували день, дату, схід і захід Сонця і Місяця, видимий рух неба, спричинений обертанням Землі, та інші явища. Всій конструкції планетарію надає руху масивний механізм, виготовлений з дерев'яних обручів і дисків з 10 тисячами цвяхів ручної роботи, схожих на зуби. Він керується дев'ятьма гирями і маятником, а для його розміщення Ейсінга був вимушений скоротити подружнє ліжко у своїй гостьовій кімнаті. Планетарій Ейсінги показує всі відомі на час його створення планети (про відкриття Урана, яке відбулось у 1781 році Ейсінга дізнався вже після завершення роботи над планетарієм і для розміщення нової планети у будинку вже не вистачило місця). Хоча Ейсінга планував створення ще одного, грандіознішого планетарію, через неспокійну політичну ситуацію ці плани не були реалізовані.

### Сучасність

#### Годинник Єнса Ольсена

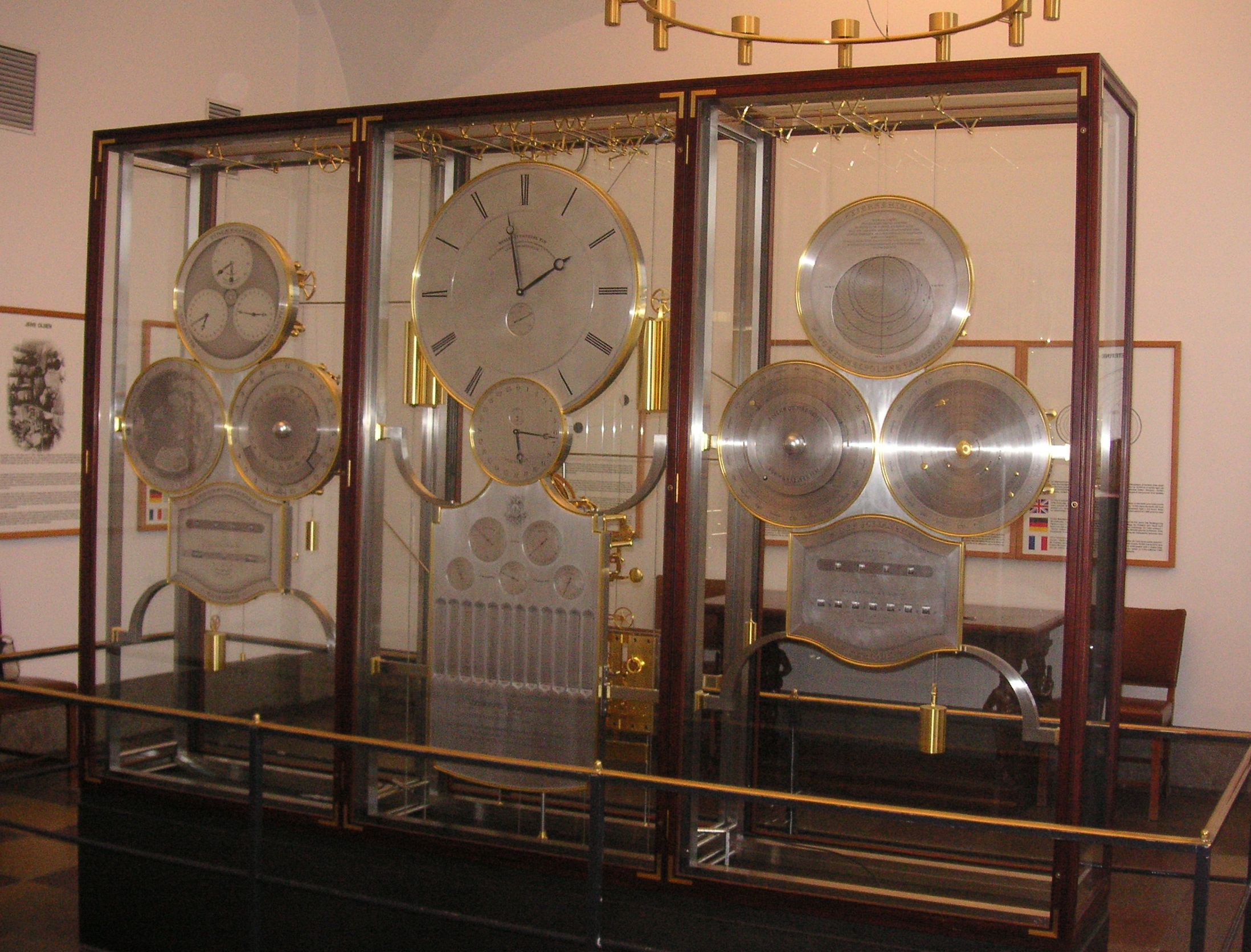
Годинник Єнса Ольсена

У 1955 році по проєкту данського годинникового майстра Єнса Ольсена (1872—1945) був виготовлений астрономічний годинник, який виконує безліч різноманітних функцій, зокрема, показує рух планет Сонячної системи, як і Астраріум. Замолоду Ольсен подорожував Європою і у 1897 році був вражений годинником Страсбурзького собору. Після навчання годинниковій справі в Базелі він повернувся на батьківщину і розпочав роботу над своїм годинником. Всі необхідні розрахунки Єнсу Ольсену вдалось завершити лише до 1932 року, коли йому було вже 60 років. Лише за 10 років після цього були виділені кошти і почалась побудова годинника, проєкт набув національного значення. Процес зайняв ще 12 років, але у 1945 році Ольсен помер від хвороби. Його роботу продовжив молодий майстер Отто Мортенсен (дан. Otto Mortensen). Врешті всі деталі годинника (у кількості 15 448 штук) були виготовлені та зібрані, і 15 грудня 1955 року у будівлі копенгагенського муніципалітету відбулось його відкриття. Запустили годинник король Данії Фредерік IX разом і онука Єнса Ольсена, Биргіт Ольсен. До часу створення цей годинник вважався найскладнішим механічним годинником у світі.
Годинник Єнса Ольсена відображає вічний календар, поточний світовий час, сонячний час і різницю між ними. Один з дисків показує час для будь-якого місця на Землі, інший — час сходу і заходу Сонця. Завдяки складному механізму, можна дізнатися про тривалість дня і ночі, а також поточну дату — день тижня, місяць і рік (за Юліанським календарем). Годинник відображає також фази Місяця і показує дати Великодня. Особлива верхня секція годинника Єнса Ольсена демонструє мапу зоряного неба над Данією, подібно Страсбурзькому годиннику (який, відповідно, демонструє мапу зоряного неба над Страсбургом), а також прецесію Землі. Стрілка такого вказівника здійснює один повний оберт за 25 753 роки. Ще один диск відображає геоцентричну орбіту, затемнення Сонця і Місяця, а також відстань між Землею і Місяцем. Варто зазначити, що годинник Ольсена показує також рух планет навколо Сонця. У порівнянні з Астраріумом де Донді, планетаріумом делла Волпайя і планетарієм Ейсінги, цей годинник, окрім руху Меркурія, Венери, Марса, Юпітера і Сатурна, показує ще й рух таких планет, як Уран і Нептун, а також самої Землі.

#### Реконструкції
Завдяки рукописам майстрів, які виготовили перераховані інструменти, створюються їх численні реконструкції.
Незважаючи на те, що Астраріум де Донді (що складався з 297 частин, 107 з яких були різноманітними шестернями і важелями), був загублений, докладні описи, які винахідник залишив у своїх рукописах, дозволили сучасним майстрам створити реконструкції апарата. Цією задачею займалась лондонська фірма Thwaites & Reed, а також різні європейські майстри. Деякі з версії реконструйованого Астраріума мають менший у порівнянні з оригіналом розмір  — 0,25—0,5 від оригінала. Відомо про наявність моделей Астраріума у наступних місцях:
- Лондонський музей науки[1][31],
- Міжнародний музей хронології[en] (Ла-Шо-де-Фон, Швейцарія)[6][20][42][31],
- Вашингтонський Національний музей американської історії Смітсонівського інституту[31][39][34],
- Музей науки і технології «Леонардо да Вінчі»[en] в Мілані[42][31][39],
- Паризька обсерваторія[5][31][70],
- Музей годинників в Бейєрі (Цюрих, Швейцарія)[31],
- Штаб-квартира IBM в Армонку (штат Нью-Йорк).

В Музеї часу в Іллінойсі серед експонатів також був представлений реконструйований Астраріум, але у 1999 році музей закрився, згодом колекція була доступна відвідувачам в Музеї науки і промисловості (Чикаго), а в 2004 році вона була продана.
Італієць Луїджи Піппа (італ. Luigi Pippa) у 1963 році реконструював Астраріум Джованні де Донді на основі публікації Tractatus Astrarii 1960 року. Іншим італійським майстром, Карло Кроче (італ. Carlo G. Croce), Астраріум також реконструйований на основі Tractatus Astrarii Джованні де Донді (публікації 1960 року). Голландський конструктор Генк Гіпманс (нід. Henk Gipmans) після багаторічного вивчення рукописів Джованні де Донді також реконструював Астраріум.
Про планетаріум Лоренцо делла Волпайя відомо менше, ніж про Астраріум де Донді, але збереглись манускрипти родини делла Волпайя, які містять інформацію, необхідну для реконструкції загубленого годинника Лоренцо. Використовуючи цю інформацію, Музей Галілея (до 2010 року знаний як Інститут і музей історії науки) у Флоренції у 1994 році реконструював планетаріум Лоренцо делла Волпайя.
Планетарій Ейсе Ейсінги і сьогодні можна побачити на стелі його будинку у Франекері, перетвореного на своєрідний музей. Дивлячись на діючу модель планетарію Ейсінги, глядач має можливість спостерігати за рухом планет. Цей планетарій вважається найстарішим діючим планетарієм у світі.
Ідея відображення положення небесних тіл відносно Землі і Сонця була покладена в основу створення планетаріїв у першій половині XX століття. Сьогодні у світі існує тисячі планетаріїв, деякі з них показують в форматі IMAX історію Всесвіту та інші астрономічні феномени, подібно кінотеатрам.

## Опис Астраріума Джованні де Донді

### Походження

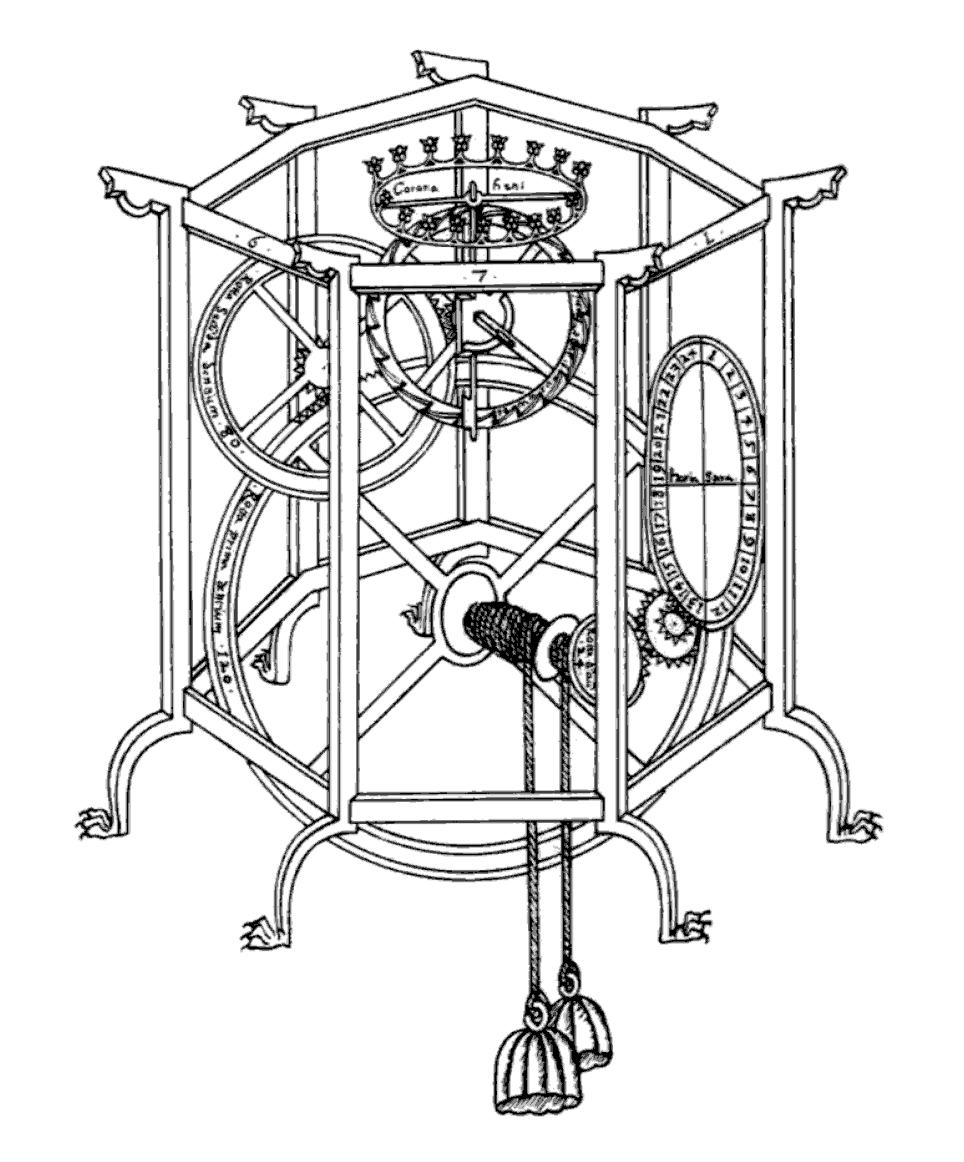
Малюнок Астраріума де Донді з оригінального трактату 1364 року. На малюнку не показана складна верхня секція з великою кількістю дрібних коліс, але показані ваги, регулятор ходу і основна зубчаста передача

Джованні де Донді писав, що запозичив ідею для створення Астраріума з Theorica Planetarum Джованні Кампано, в якому описана конструкція екваторіума. Астраріум був годинниковим механізмом, в основу якого було покладено саме цей обчислювальний прилад. До конструкції Астраріума входили астролябія і циферблат, а також індикатори Сонця, Місяця і планет. Він забезпечував неперервний показ основних елементів Сонячної системи і правового, релігійного і цивільного календарів. За задумом де Донді, Астраріум мав допомогти людям краще уявити астрономічні і астрологічні явища та ідеї. У часи Джованні де Донді астрономія і астрологія були між собою тісно пов'язані і практично не відділялись одна від одної.
Італієць назвав свій винахід Астраріумом і це ім'я відбивало мету механізму: визначити дійсне розташування планет, їх орбіти, рух і еволюцію. За Аристотелем, як відзначив де Донді, все бере свою назву від цілі, для якої було створене. І книга Tractatus Astrarii, в якій описаний сам інструмент, рух його частин, і те, як виправити помилки при роботі з ним — також наслідує цей принцип.
Для розрахунку руху планет Джованні де Донді використовував також альфонсинські таблиці, які були складені приблизно між 1252 і 1270 роками з метою спростити розрахунок позицій планет і давали змогу обчислити їх місцезнаходження у певний час та на потрібній географічній широті. У часи Джованні де Донді альфонсинські таблиці були надзвичайно популярними.

### Зовнішній вигляд
Висота Астраріума становила приблизно 1 метр, він спирався на семикутний бронзовий каркас на 7 декоративних ніжках у формі лап. Циферблат годинника і диски планет разом зі всіма шестернями були виконані з латуні. Нижня секція складалась з механізму і годинника на одній з його сторін. Циферблат цього годинника був розділений на 24 частини (відповідно кількості годин у добі) і обертався навколо однієї точки проти годинникової стрілки. На ньому були позначені церковні перехідні свята і зодіакальна позиція нового Місяця. Верхня секція містила сім дисків з рухомими частинами, кожен з яких мав приблизно 30 см в діаметрі і розміщувався на одній зі сторін семикутника. На цих дисках були показані рух Сонця, Місяця, Венери, Меркурія, Сатурна, Юпітера і Марса. Будова кожного з дисків, крім диска Місяця, була незалежною від інших.
Джованні де Донді своїми власними руками сконструював цей годинник з 107 рухомими частинами. Не було використано жодного гвинтика, і кожна частинка скріплялась з іншою за допомогою більше ніж трьохсот конічних шпильок, штирків і клинів, деякі з них були спаяні. У більшості шестерень механізму були гострі зуби трикутної форми, але деякі мали тупий кінець. Зуби всіх шестерень були вирізані майстром вручну. В окремих випадках де Донді використовував еліптичні шестерні для того, щоб якнайточніше змоделювати нерегулярні рухи планети. Він використовував для цього також епіцикли Птолемея (створені ним для обрахунку розмірів Всесвіту), засновані на його таблицях, які можна було також використовувати для розрахунку майбутнього чи минулого розташування планет.
Середньовічні одиниці вимірювання, з огляду на відсутність міжнародних еталонів, обмежувались потребами повсякденного життя (довжина шматка тканини або відстань від абатства до замку), і де Донді позначав розміри у своїх інструкціях в Tractatus Astrarii точнішими, на його думку, предметами: товщина леза великого чи маленького ножа, а для отворів — ширина гусячого пера, великого пальця людини тощо.

### Призначення
Астраріум був задуманий для зображення світу і небесних процесів, які в ньому протікають. З часів Птолемея було прийнято, що щоденний рух небес керує рухами небесних тіл, так само як календарне колесо Астраріума керує дисками планет. Його основна задача була, як вважається сьогодні, доволі непересічною: показати на небі розташування всіх планет, відомих на той час. Додатковими задачами були: вимірювання часу дня (а також зоряного і середнього сонячного часу), вказування поточної дати і вічний календар Великодня. В Tractatus Astrarii де Донді також згадував про іншу мету свого механізму — продемонструвати, що опис Аристотеля і Авіценни руху небесних тіл був обґрунтований.
Астраріум був один з перших інструментів, в яких арабські традиції створення мініатюрних моделей Всесвіту (і його вимірювання), тобто астролябій і екваторіумів, поєднувались з новими технологіями механічних годинників, які поширились у Європі з початку XIV століття. Цей інструмент був і вимірювачем часу, і своєрідним аналоговим комп'ютером, і прибором, що показує рух планет: він давав можливість людям без попередніх розрахунків спостерігати за рухом небесних тіл, який відповідав механічній моделі Птолемеєвої теорії космології.

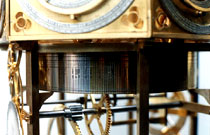
Календарне (річне) колесо Астраріума Карло Кроче

### Рух годинника
Астраріум «оживав» від ланцюга з гирями. Ланцюг надавав руху механізму з годинником (який здійснював один оберт за день). Цей механізм надавав руху календарному колесу (яке здійснювало один оберт за рік), а те, своєю чергою водночас керувало всіма дисками планет. В цьому останньому русі і полягала вся складність механізму: Джованні мав дуже віртуозно і витончено вибудувати механічну модель, щоб не помилитися з параметрами кожного диска.
Рух годинника також регулювався чимось на зразок балансира (Balance wheel), який мав частоту удару на рівні один раз на дві секунди. Механізм з годинником мав, окрім 24 основних поділок, по шість 10-хвилинних поділок на кожну годинну. Він обертався проти годинникової стрілки, починаючи від фіксованого вказівника, і позначав основний час, а також міг за необхідності бути налаштованим на 10-хвилинних інтервалах шляхом висування шестерні з 12 зубцями, яка зчіплювалась з його 144 зубами. На кожній стороні механізму з годинником була закріплена особлива пластина (tabula orientii), поділена на місяці і дні Юліанського календаря з метою визначення час сходу Сонця і встановлення середнього сонячного часу для широти Падуї (приблизно 45° с. ш.). У той час, коли був виготовлений годинник, сонцестояння припадало на 13 червня і 13 грудня (за старим стилем).

### Календарне колесо
Річне календарне колесо — барабан у нижній секції — мав діаметр близько 40 см (43 см). Він надавав руху календарю перехідних свят і дискам планет. Навколо зовнішнього боку колеса була розташована широка стрічка, розділена на 365 смуг, на кожній з яких було вказане число (яке позначало добу), вруцелітна літера і ім'я шанованого у цей день святого. Місяці були по черзі позолочені і посріблені, а вигравіювані літери заповнені, відповідно, червоною і блакитною емаллю. Де Донді не позначив жодних ознак чи особливостей високосного року, він радив зупиняти годинник на весь зайвий день.

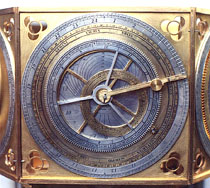
Диск Сонця Астраріума Карло Кроче

### Диск Сонця

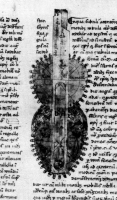
Грушоподібна шестерня з ілюстрації до Tractatus astrarii Джованні де Донді

Прямо над 24-годинним диском був розташований диск Сонця (Primum Mobile) — найвіддаленіший від центру Астраріума, названий так за те, що він відтворював щоденний рух зірок і річний рух Сонця на їх тлі. В своїй основі це була астролябія, намальована за проєкцією Південного полюсу, до якої була прикріплена табличка і особлива сітка, яка оберталась лише один раз у сидеричний день. Ця сітка мала 365 зубів і руху їй надавало колесо, що мало 61 зуб. Таке колесо здійснювало 6 обертів за 24 години (сонячна доба або сидеричний день). Таким чином, один раз на добу сітка оберталась на один повний відрізок + 1/366, що прирівнювалось до 366 проходжень Сонця через меридіан (кульмінаціям). Де Донді розумів, що його приблизні розрахунки тривалості сонячного року не повною мірою відповідали фактичній дійсності, і радив час від часу зупиняти годинник так, щоб їх можна було скоригувати.

### Диски планет
Дивлячись на Астраріум Джованні де Донді, спостерігач міг бачити на дисках планет шлях планети (відносно Землі у центрі диска). Рух кожної з них був нерегулярним, відрізнявся від шляху інших планет, і показував як вони рухаються по петлеподібній траєкторії.
Астраріум мав п'ять дисків планет: Меркурія, Венери, Марса, Юпітера і Сатурна. Для кожного диска була окрема розроблена система функціонування зі складним механізмом, щоб якнайточніше змоделювати рух планет. Такі моделі добре узгоджувались і з Птолемеєвою геоцентричною теорією, і з спостереженнями. Наприклад, на диску Меркурія де Донді використав проміжні колеса, які включали: колесо з 146 зубами, дві овальні шестерні (які мали по 24 зуби нестандартної форми і зчіплювались одна з одною), а також особливу шестерню з внутрішнім зачепленням (вона мала 63 зуби, які зчіплювались з 20-зубовими шестернями, і здійснювала один нерівномірний оборот в рік). Реалізація цих непростих процесів давала можливість з допомогою Астраріума більше дізнатись про планети і їх пересування по небі.
Диски планет реконструйованого Астраріума Джованні де Донді (роботи Карло Кроче)

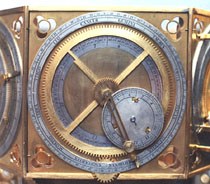
Диск Венери
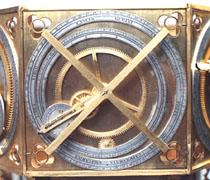
Диск Меркурія
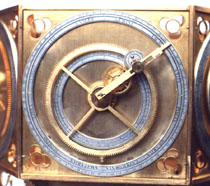
Диск Сатурна
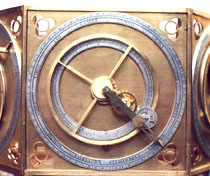
Диск Юпітера
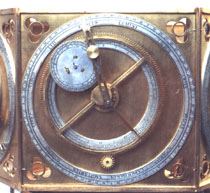
Диск Марса

### Диск Місяця і «Голова дракона»
Диск Місяця — один із найскладніших в конструкції, оскільки він мав дві грушеподібні шестерні і, на відміну від дисків планет, був залежним від дисків планет, а також мав зв'язок з механізмом «Голова дракона». Цей особливий механізм, як припускають, зображав місячні цикли (вузли Місяця). Астраріум проходив цей замкнений цикл рівно за 18 років, 7 місяців і 14 днів, що майже цілком збігається з періодом місячної прецесії (18,5996 років). Однак неясно, яким чином Джованні де Донді вдалось досягти такої точності.

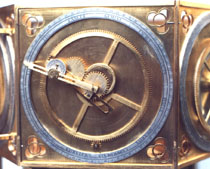
Диск Місяця
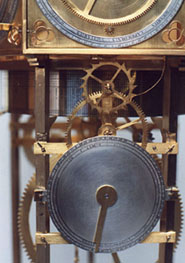
«Голова дракона»

### Відгуки про Астраріум
Астраріум, як вважали, був дивом свого часу, не меншим ніж восьме диво світу — одним із найкращих зразків геніальності людини. Джованні Манцині (італ. Giovanni Manzini) з Павії у 1388 році писав, що це — «річ, сповнена винахідливості, створена і удосконалена своїми руками і вирізана з умінням, недосяжним для будь-якого майстра. Я роблю висновок, що ніколи раніше не створювався такий чудовий і геніальний винахід».
Американський філософ техніки Льюїс Мамфорд назвав Астраріум «ключовим механізмом нової індустріальної епохи», а його появу — подією, що «позначає собою досконалість, до якої намагаються наблизитись інші механізми» .

## Подібні інструменти
- Армілярна сфера — астрономічний інструмент, призначений для визначення екваторіальних і екліптичних координат небесних світил, модель небесної сфери.
- Готторпський глобус — один з перших у світі планетаріїв, створений у XVII столітті. Мав вигляд величезного глобуса, всередині якого можна було спостерігати за рухом Сонця і зірок, за зміною часу доби, однак через технічні складності він не демонстрував рух планет і Місяця.
- Оррарій — прилад, який ілюструє відносне положення планет і супутників в Сонячній системі і їх рух в геліоцентричній моделі.
- Планетарій — пристрій, який використовують для проєкції зображень небесних тіл на купол планетарію, а також для моделювання їх руху.
- Планісфера — карта зоряного неба на площині, інструмент у вигляді двох регульованих дисків, які обертаються на спільному стержні; нащадок астролябії. Її використовували для визначення моментів сходу і заходу небесних світил.
- Телурій — прилад для наочної демонстрації річного руху Землі навколо Сонця і добового обертання Землі навколо своєї осі. Він також зображає фази Місяця і вічний календар.
- Торкветум — астрономічний інструмент, який поєднує функції армілярної сфери і астролябії і дозволяє визначати координати астрономічного об'єкта, виконуючи вимірювання у різних системах небесних координат — горизонтальній, екваторіальний і екліптичній.